# Martina Batini
Martina Batini (Pisa, 17 de abril de 1989) es una deportista italiana que compite en esgrima, especialista en la modalidad de florete.
Participó en los Juegos Olímpicos de Tokio 2020, obteniendo una medalla de bronce en la prueba por equipos (junto con Arianna Errigo, Alice Volpi y Erica Cipressa). En los Juegos Europeos de Cracovia 2023 consiguió una medalla de oro en la prueba por equipos.
Ganó cinco medallas en el Campeonato Mundial de Esgrima entre los años 2014 y 2017, y ocho medallas en el Campeonato Europeo de Esgrima entre los años 2014 y 2025.

## Palmarés internacional
| Juegos Olímpicos   | Juegos Olímpicos        | Juegos Olímpicos  | Juegos Olímpicos    |
| Año                | Lugar                   | Medalla           | Prueba              |
| ------------------ | ----------------------- | ----------------- | ------------------- |
| 2020               | Tokio (Japón)           | Medalla de bronce | Florete por equipos |
| Campeonato Mundial |                         |                   |                     |
| Año                | Lugar                   | Medalla           | Prueba              |
| 2014               | Kazán (Rusia)           | Medalla de oro    | Florete por equipos |
| 2014               | Kazán (Rusia)           | Medalla de plata  | Florete individual  |
| 2015               | Moscú (Rusia)           | Medalla de oro    | Florete por equipos |
| 2016               | Río de Janeiro (Brasil) | Medalla de plata  | Florete por equipos |
| 2017               | Leipzig (Alemania)      | Medalla de oro    | Florete por equipos |
| Juegos Europeos    |                         |                   |                     |
| Año                | Lugar                   | Medalla           | Prueba              |
| 2023               | Cracovia (Polonia)      | Medalla de oro    | Florete por equipos |
| Campeonato Europeo |                         |                   |                     |
| Año                | Lugar                   | Medalla           | Prueba              |
| 2014               | Estrasburgo (Francia)   | Medalla de oro    | Florete por equipos |
| 2014               | Estrasburgo (Francia)   | Medalla de plata  | Florete individual  |
| 2015               | Montreux (Suiza)        | Medalla de oro    | Florete por equipos |
| 2016               | Toruń (Polonia)         | Medalla de plata  | Florete por equipos |
| 2017               | Tiflis (Georgia)        | Medalla de oro    | Florete por equipos |
| 2023               | Plovdiv (Bulgaria)      | Medalla de oro    | Florete individual  |
| 2025               | Génova (Italia)         | Medalla de oro    | Florete por equipos |
| 2025               | Génova (Italia)         | Medalla de bronce | Florete individual  |